# Correu exprés

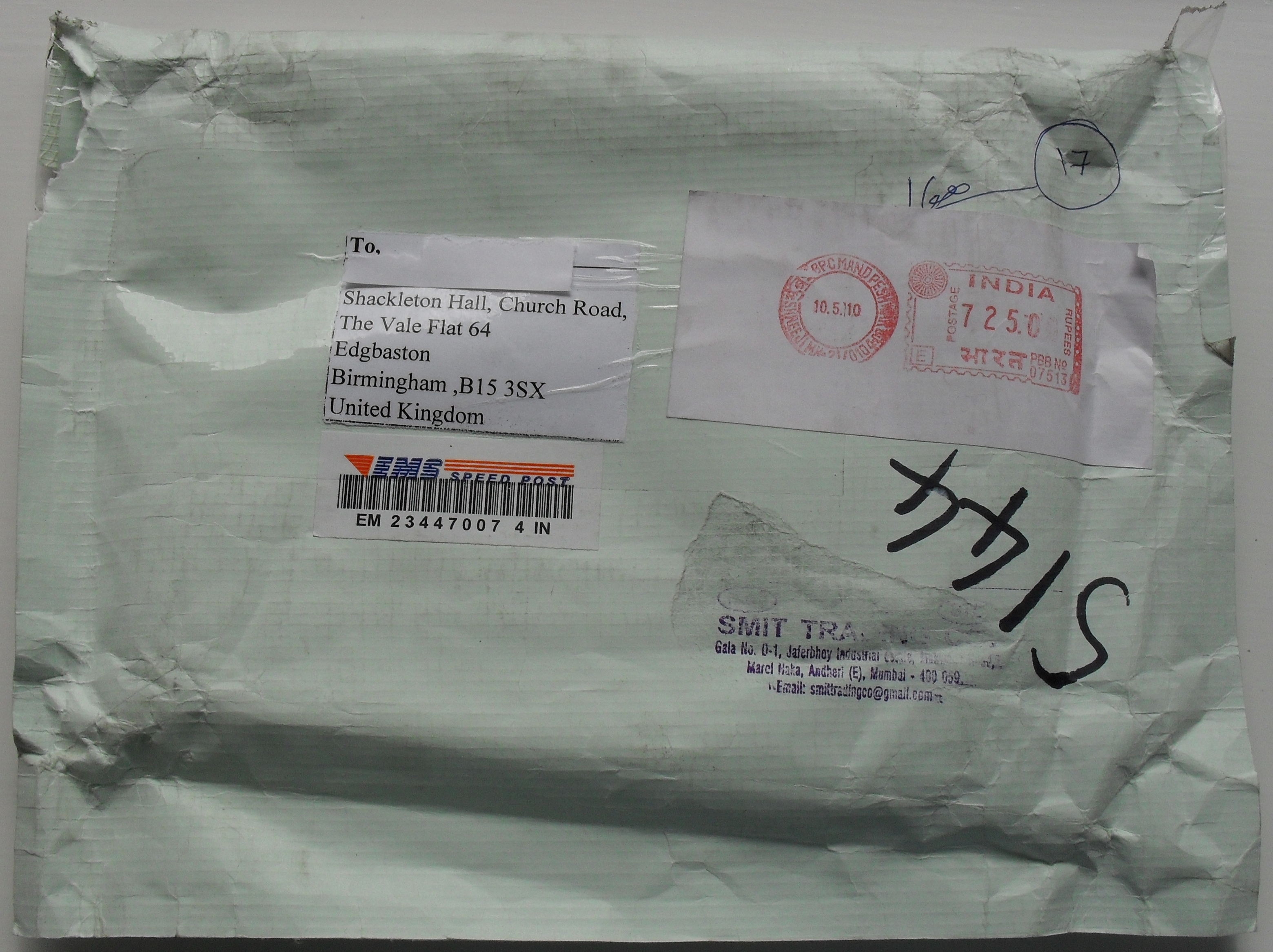
Correu exprés enviat de l'Índia al Regne Unit

El correu exprés o correu prioritari és un servei d'entrega de correu que fa arribar la carta o el paquet en qüestió al destinatari en un termini més curt pagant un preu superior al del correu ordinari. És ofert per molts serveis postals d'arreu del món, així com per empreses privades de logística. La història moderna del correu exprés començà al Congrés de la Unió Postal Universal del 1885, celebrat a Lisboa, però ja hi havia antecedents il·lustres, com ara el Pony Express, que portava correu de Missouri a Califòrnia (i viceversa) en uns deu dies.